# Édouard Chammougon
Édouard Chammougon, né le 10 janvier 1937 à Baie-Mahault, en Guadeloupe, est un homme politique français.

## Biographie
Il devient député lorsque Lucette Michaux-Chevry entre au gouvernement Chirac II comme secrétaire d’État chargée de la francophonie auprès du Premier ministre.
Lors de la présidentielle de 1988, il refuse d'appeler à voter pour Jacques Chirac au second tour.  Charles Pasqua avait auparavant tenu des propos sur ses « valeurs » communes avec le FN durant la campagne électorale. C'est sous sa mandature municipale (et sous le préfet Guy Maillard), qu'est construit à Baie-Mahault le collège Maurice Satineau, inauguré en 1979 en mémoire d'un personnage politique controversé des Troisième et Quatrième Républiques, né dans la commune.
Édouard Chammougon est élu député de la 3e circonscription de la Guadeloupe aux législatives de 1993. Le 29 avril 1993, avec vingt-trois autres parlementaires non-inscrits, il participe à la création d'un groupe parlementaire dénommé République et liberté. Le bureau de l'Assemblée nationale décide le 30 mars 1994 de lever son immunité parlementaire.
Après qu'il a été déchu de ses mandats électifs,, son épouse Marcelle Chammougon est élue maire de Baie-Mahault en décembre 1994, puis conseillère générale du canton en janvier 1995.

## Détail des fonctions et des mandats
Mandats locaux
- 1971 - 1977 : Adjoint au maire de Baie-Mahault
- 1977 - 1983 : Maire de Baie-Mahault
- 1983 - 1989 : Maire de Baie-Mahault
- 1989 - 1994 : Maire de Baie-Mahault
- 1979 - 1985 : Conseiller général du canton de Baie-Mahault
- 1985 - 1992 : Conseiller général du canton de Baie-Mahault
- 1992 - 1994 : Conseiller général du canton de Baie-Mahault
- 1983 - 1985 : Vice-président du Conseil général de la Guadeloupe
- 1992 - 1993 : Vice-président du Conseil régional de la Guadeloupe

Mandats parlementaires
- 1er avril 1986 - 14 mai 1988 : Député de la Guadeloupe
- 28 mars 1993 - 3 novembre 1994 : Député de la 3e circonscription de la Guadeloupe